# Concile d'Avignon (1282)
Pour les articles homonymes, voir Concile d'Avignon.
En 1282, se tient le concile d’Avignon par Bertrand Amaury, archevêque d'Arles. Il publia onze canons.